# Bryum pancheri
Bryum pancheri är en bladmossart som beskrevs av Georg Friedrich von Jaeger 1875. Bryum pancheri ingår i släktet bryummossor, och familjen Bryaceae. Inga underarter finns listade i Catalogue of Life.